# Peroz I
Peroz I, italianizzato in Peroze (in persiano: پیروز, "il vincitore" (... – 484), fu re dei re dell'impero sasanide dal 459 fino alla sua morte.
Figlio di Yazdgard II (regnante dal 438 al 457), contestò il governo di suo fratello maggiore e re legittimo Ormisda III (r. 457-459), assicurandosi alla fine il trono dopo due anni di lotta. Il suo dominio fu segnato da guerre e carestie; agli albori del suo regno, represse con successo una ribellione esplosa in Albania caucasica a ovest e sottomise le tribù dei Kidariti a est, espandendo brevemente il dominio sasanide nel Tokaristan, dove la zecca di Balkh coniò delle monete d'oro con la sua effigie. Nel medesimo frangente, nell'odierno Iran si verificò una carestia che perdurò per sette anni e che causò gravi disagi alla popolazione. In campo bellico, gli scontri principali riguardarono gli antichi sudditi dei Kidariti, gli Eftaliti, che forse lo avevano in passato aiutato a insediarsi sul trono. Sconfitto e catturato due volte dagli Eftaliti, perse tutti i territori recentemente acquisiti.
Nel 482 si verificarono delle insurrezioni nelle province occidentali dell'Armenia e Iberia, amministrate rispettivamente da Vahan Mamikonian e Vakhtang I. Prima che Peroz potesse sedare i disordini locali, fu sconfitto e ucciso nel terzo conflitto che combatté contro gli Eftaliti nel 484, i quali si impadronirono delle principali città sasanidi localizzate nelle regioni orientali del Khorasan e di Nishapur, ovvero Herat e Marw. Approfittando dell'indebolita autorità sasanide a est, gli Unni Nezak si insediarono stabilmente nella regione dello Zabulistan. Peroz fu l'ultimo shahanshah (re dei re) a coniare monete auree che riportavano l'effigie di un sovrano sasanide nella regione indiana del Sindh, circostanza la quale implica che la regione finì perduta intorno allo stesso periodo. Sebbene fosse un devoto zoroastriano, Peroz sostenne la nuova setta cristiana del nestorianesimo e, poco prima della sua morte, essa fu dichiarata dottrina ufficiale della Chiesa d'Oriente.
Le guerre di Peroz contro gli Eftaliti sono state ritenute «futili» sia dalla storiografia dell'epoca che da quella moderna. La sua sconfitta e la sua morte condussero a un periodo di tumulti dal punto di vista politico, sociale e religioso. Fu proprio durante le fasi finali del suo mandato che l'impero toccò il punto di declino massimo mai vissuto dalla sua fondazione. Lo shahanshah appariva infatti ridotto alla mercé degli Eftaliti e risultava costretto a rendergli omaggio, mentre la nobiltà e il clero esercitarono una grande influenza e autorità nella politica statale, con il risultato che vari sovrani salirono al potere proprio per loro volontà. Gli aristocratici più potenti, in particolare Sukhra e Sapore Mihran, elessero il fratello di Peroz, Balash, come nuovo re dei re. L'ordine tornò a regnare per la prima volta sotto il figlio di Peroz Kavad I (r. 488-496; 498/499-531), che riformò l'impero e sconfisse gli Eftaliti, riprendendo possesso di Khorasan. Nel 560 Peroz venne vendicato da suo nipote Cosroe I (r. 531-579), che in collaborazione con il khaganato turco causò il declino definitivo degli Eftaliti.

## Nome
"Peroz" è un nome medio persiano che significa "vittorioso". È attestato in partico come Pērōž, mentre la sua versione in persiano moderno è Pīrūz (la versione arabizzata è Fīrūz). Peroz è traslitterato in greco nella versione Perozes (Περόζης), latinizzata nella stessa maniera e poi italianizzata in Peroze. La traslitterazione in georgiano del nome, Pˊerozh/Pˊeroz, è giunta in due versioni, una legata all'iranico medio (partico/persiano medio) e l'altra al persiano moderno. La traslitterazione in armeno, Peroz (Պերոզ), si rifà esattamente all'ortografia della versione originale in medio persiano. Il nome Peroz era già stato utilizzato dai membri della famiglia sasanide nel III secolo, in particolare dal sovrano indo-sasanide Peroz I Kushanshah.

## Biografia

### Primi anni e ascesa al potere

L'Impero sasanide alla metà del V secolo

Stando a quanto riferito dalle fonti, quando il padre di Peroz Yazdgard II (r. 438-457) morì nel 457, non designò alcun successore, avendo affidato a giudizio dello storico medievale al-Tha'alibi tale complirò all'aristocrazia e ai marzban (una sorta di marchesi). Una simile indecisione nella successione scatenò una guerra civile tra Ormisda III, figlio maggiore di Yazdgard II che si dichiarò re nella città di Rey, nell'Iran settentrionale, e Peroz, il quale fuggì nella parte nord-orientale dell'impero e iniziò a radunare un esercito allo scopo di assicurarsi il trono per se stesso. La madre dei fratelli, la regina Denag, esercitò il ruolo di reggente dell'impero ad interim dalla sua capitale, Ctesifonte. Secondo testi orientali, Peroz appariva più degno di aspirare al trono rispetto a Ormisda, definito quasi come un usurpatore. Soltanto una fonte anonima nota come Codex Sprenger 30 descrive Ormisda come il «più coraggioso e il più valido», mentre descrive Peroz come «il più dotto in ambito religioso».
Entrambi i fratelli provarono a ottenere il sostegno delle potenze della vicina regione orientale della Battriana (anche detta Tokaristan) nel corso della loro lotta. La regione finì allora controllata dai Kidariti, insieme ad alcuni dei loro vassalli locali, inclusi gli Eftaliti. Secondo tre lettere contemporanee redatte in battriano (la lingua del Tokaristan), il sovrano locale della città di Rob (tra Kabul e Balkh) Kirdir-Warahran, ricevette i titoli onorifici di "glorioso grazie a Ormisda" e "fedele a Peroz", un dualismo che dimostrerebbe il suo cambio di fedeltà tra i due fratelli. A giudizio degli storici armeni dell'epoca Eliseo e Lazzaro di Parp, Peroz era sostenuto in particolare dal casato di Mehrān, una delle sette grandi discendenze dell'Iran, mentre fonti persiane di epoca successiva riferiscono invece che Peroz cercò asilo dagli Eftaliti e chiese il loro supporto.
Questa ricostruita, tuttavia, è stata definita «inverosimile» e «piuttosto fantasiosa» dagli storici attuali. Gli studiosi moderni Parvaneh Pourshariati, Shapur Shahbazi e Michael Bonner ritengono più verosimile la versione armena, in quanto quest'ultima lascia intendere come il resoconto persiano conservi un velo di autenticità, in quanto è plausibile che Peroz chiese l'aiuto della corte eftalita chiedendo ai mehranidi di fare da intermediari. Eliseo e Lazzaro forniscono due versioni leggermente divergenti sulla lotta di Peroz contro Ormisda. Il primo afferma che Peroz venne assistito dal suo tutore mehranide Raham Mihran, che nel 459 catturò e giustiziò Ormisda, incoronando infine Peroz come shahanshah. Lo stesso resoconto è fornito da Ghazar, con l'eccezione che il membro del casato di Mēhran viene chiamato Ashtad Mihran ed era piuttosto il padre adottivo di Peroz.

### Regno

#### Rivolta nell'Albania caucasica e carestia
Mentre era in corso la lotta dinastica, il re arsacide dell'Albania caucasica, Vache II (r. 440-462), approfittò della situazione tumultuosa e dichiarò la propria indipendenza. Egli permise agli Unni di entrare nella città di Derbent e, forte del loro sostegno, aggredì l'esercito persiano. Peroz rispose consentendo agli Unni di passare attraverso il passo di Darial, con il risultato che successivamente imperversarono nell'Albania. I due re negoziarono dunque un accordo; Vache II avrebbe restituito sua madre (la sorella di Peroz) e sua figlia a Peroz, ricevendo in cambio le 1.000 famiglie che rientravano nelle disposizioni testamentarie redatte dal padre. Vache II abdicò nel 462, lasciando l'Albania priva di un sovrano fino al 485, quando Vacagan III (r. 485-510) fu insediato sul trono da Peroz fratello e successore Balash (r. 484-488). Peroz liberò anche alcuni degli aristocratici armeni prima imprigionati da suo padre all'indomani della rivolta locale scoppiata nel 451. L'anno precedente (461), il territorio dell'odierno Iran soffrì di una grave siccità, che generò una carestia su larga scala protrattasi fino al 467.

#### Rapporti con l'impero bizantino

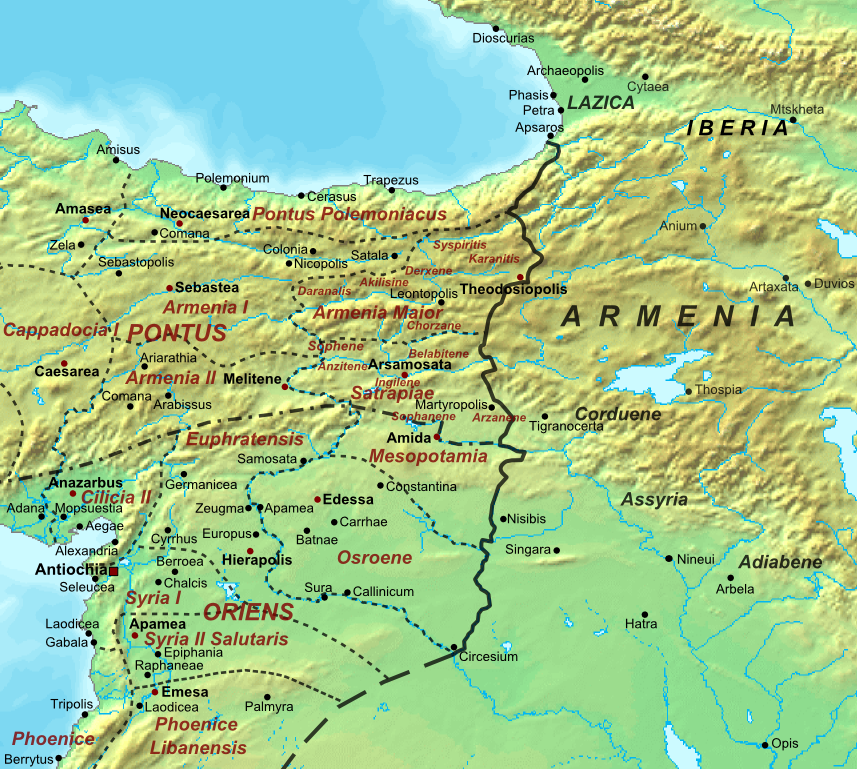
Mappa della frontiera romano-persiana

All'inizio del regno di Peroz, le tensioni tra la Persia e l'impero bizantino iniziarono a crescere. A metà degli anni 460, i romei scoprirono che il loro generale Ardaburio tesseva segretamente dei contatti con la corte di Cresifonte e che aveva esortato Peroz ad attaccare i bizantini, con la promessa di supporto militare e presumibilmente anche di informazioni preziose per la campagna. Le lettere di Ardaburio furono tuttavia intercettate e consegnate all'imperatore bizantino Leone I (r. 457-474), che lo fece rimuovere dall'incarico e lo convocò nella capitale, Costantinopoli. Il destino di Ardaburio resta avvolto nel mistero. Leone rispose al piano dei persiani rafforzando le roccaforti ai confini con l'impero sasanide, inclusa la fortificazione di Callinicum, in Siria.
Sin dalla pace di Acilisene del 387, entrambi gli imperi si accordarono per cooperare nella difesa del Caucaso contro gli attacchi nomadi delle steppe settentrionali. I persiani assunsero il ruolo principale in questo compito, mentre i bizantini contribuirono versando all'incirca 230 kg d'oro a intervalli irregolari. Costantinopoli vedeva in questo pagamento un contributo necessario a preservare la difesa reciproca, ma i persiani finirono per considerarlo un tributo da versare in maniera obbligatoria alle casse di Ctesifonte. Sin dalla fondazione dell'impero sasanide, i suoi governanti avevano dimostrato la propria sovranità e il proprio potere esigendo i tributi, in particolare dai bizantini. A titolo di rappresaglia per il complotto compiuto da Ardaburio, Leone non contribuì più economicamente alla difesa del Caucaso e i ripetuti negoziati che ne seguirono si conclusero con un nulla di fatto. I romei chiesero inoltre la restituzione di Nisibi, passata in mano alla controparte ai sensi di un trattato stipulato nel 363. Le tensioni continuarono ad aumentare fino all'ascesa dell'imperatore bizantino Zenone (r. 474-491) nel 474, che tornò a versare il tributo alla Persia e riscattò anche Peroz dalla prigionia degli Eftaliti. Malgrado ciò, scoppiò quasi una guerra quasi all'inizio del 480, quando alcuni Tayy clienti dei sasanidi scatenarono delle incursioni nel territorio bizantino a causa della siccità durata due anni. Il generale persiano Qardag Nakoragan, che era di stanza alla frontiera, riuscì a sedare l’aggressività dei predoni Tayy e assicurò la pace con Costantinopoli.

#### Guerra con i Kidariti

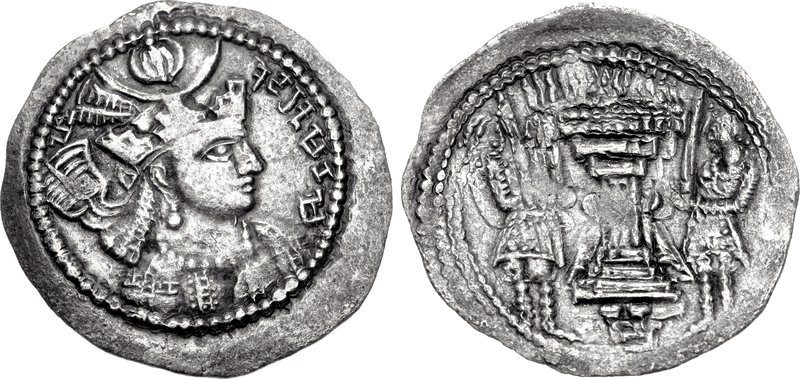
Dracma del V secolo di un sovrano kidarita

Sin dai tempi di Sapore II (r. 309-379), la Persia dovette fare i conti con invasori nomadi nell'est noti come "Unni iranici" e composto da tribù eftalite, kidarite, chionite e alcione. Queste presero possesso del Tokaristan e del Gandhara a scapito di Sapore II e dei suoi vassalli indo-sasanidi, e infine Kabul mentre comandava Sapore III (r. 383-388). Le ricerche archeologiche, numismatiche e sfragistiche dimostrano che gli Unni governavano un regno in maniera centralizzata quanto i sasanidi. Essi adottarono rapidamente il simbolismo e le formule dei titoli imperiali persiani, come dimostrano per esempio le monete realizzate in stile simile. Lo storico moderno Richard Payne afferma: «Ben differenti dai distruttivi xyonan dei resoconti persiani o dei barbari predoni narrati dagli storici romani, i regni unni dell'Asia centrale post-persiani erano formati da città, un sistema fiscale e capaci di produrre una cultura propria, un'identità difficile da cancellare dai re dei re». La perdita del contingente di cavalleria armeno dopo la rivolta scoppiata nel 451 indebolì gli sforzi sasanidi finalizzati a tenere sotto controllo i loro nemici orientali.

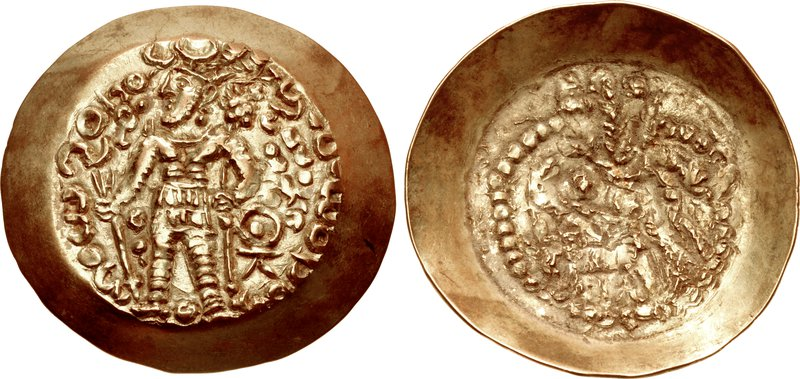
Dinaro d'oro di Peroz I coniato a Balkh nel 466, poco dopo aver posto fine al governo dei Kidariti in Tokaristan. È raffigurato sulla parte anteriore mentre indossa la sua seconda corona

I piani sasanidi furono compromessi all'inizio del V secolo dai Kidariti, che costrinsero Yazdgard I (r. 399-420), Bahram V (r. 420-438), e/o Yazdgard II a rendere loro omaggio. Sebbene queste battute d'arresto non arrecarono danni all'erario statale, l'umiliazione per Ctesifonte rimaneva. A un certo punto, Yazdgard II si rifiutò di rendere omaggio, pretesto che poi sarebbe stato sfruttato dai Kidariti per scatenare un conflitto contro Peroz nel 464 circa. Peroz non disponeva di reclute sufficienti per combattere e, verosimilmente anche per arruolare mercenari, chiese aiuti finanziari a Costantinopoli, la quale declinò. A quel punto il sovrano offrì la pace al re dei Kidariti, Kunkhas, e offrì in matrimonio sua sorella, ma al suo posto spedì invece una donna di basso rango.
Dopo qualche tempo Kunkhas venne a conoscenza dell'inganno di Peroz e, a sua volta, escogitò uno stratagemma adeguato per vendicarsi, chiedendogli di inviare esperti militari allo scopo di rafforzare le sue truppe. Quando arrivò un gruppo di trecento esperti combattenti alla corte di Kunkhas a Balaam (o forse Balkh), questi furono uccisi o sfigurati e rispediti in Iran con il compito di riferire come l'inganno di Peroz fosse stato scoperto. Nello stesso frangente, Peroz si alleò con gli Eftaliti e altri Unni, tra cui Mehama, il sovrano di Kadag nel Tokaristan orientale. Forte del loro appoggio, il sovrano sottomise finalmente i Kidariti nel 466, e assicurò per breve tempo il Tokaristan sotto il controllo sasanide, emettendo delle monete d'oro a Balkh. Lo stile dei denari aurei si rifaceva perlopiù a quelli kidariti e mostrava Peroz con indosso la sua seconda corona. L'iscrizione superiore svelava il suo nome e il titolo in Battriana. L'anno successivo (467), una delegazione sasanide si recò a Costantinopoli, dove comunicò la vittoria riportata sui Kidariti. Un'altra ambasciata inviata invece alla corte della dinastia dei Wei del nord in Cina nel 468 potrebbe essere giunta al medesimo scopo.
I Kidariti continuarono a governare nel Gandhara e forse in Sogdiana. Alla fine dovettero cedere il dominio di quelle terre agli Alcani nel Gandhara e agli Eftaliti in Sogdiana. Secondo le cronache realizzate in Battriana, Mehama fu successivamente promosso alla posizione di «governatore del famoso e prospero re dei re Peroz». Tuttavia, in Tokaristan seguì un vuoto di potere, evento che permise a Mehama di ottenere l'autonomia, o forse anche l'indipendenza.

#### Prima e seconda guerra con gli Eftaliti

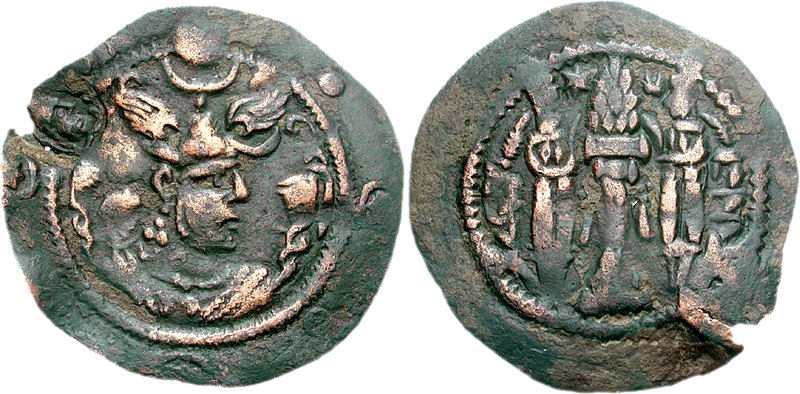
Dracma coniata da un sovrano eftalita, con la parte anteriore che si rifà in maniera chiara al disegno numismatico di Peroz I in cui indossa la sua terza corona

La guerra di Peroz con gli Eftaliti è riferiva da due fonti coeve, ovvero lo storico bizantino Procopio di Cesarea e il testo in siriaco di Pseudo-Giosuè lo Stilita. Tuttavia, entrambe le versioni risultano caratterizzate da errori e sviste. Secondo Pseudo-Giosuè, Peroz combatté tre guerre con gli Eftaliti, ma l'autore le menziona soltanto fugacemente. Il resoconto di Procopio, sebbene più dettagliato, descrive soltanto due conflitti. Molti storici moderni concordano sul fatto che gli scontri con gli Eftaliti furono tre.
Con la caduta dei Kidariti, i loro antichi sudditi, gli Eftaliti, che erano principalmente distribuiti nel Tokaristan orientale, approfittarono del vuoto di potere ed estesero il proprio dominio in tutta la regione del Tokaristan. La propria capitale era molto probabilmente situata a ridosso della città di Kunduz, nell'odierno Afghanistan settentrionale, chiamata dallo studioso medievale Al-Biruni War-Waliz. Il sovrano eftalita che realizzò queste campagne è solitamente ritenuto Khushnavaz, ma secondo l'iranologo Khodadad Rezakhani si trattava probabilmente di un titolo usato dai re di quel popolo simile ad altre formule contemporanee dell'Asia centrale come Ikhshid e Afshin. Per fermare il processo di espansione eftalita, Peroz li attaccò nel 474, ma cadde in un'imboscata e fu catturato alle porte dell'Ircania. Fu riscattato da Zenone, che lo aiutò a ristabilire buoni rapporti tra la cortw sasanide e quella eftalita. Secondo Procopio di Cesarea, Khushnavaz chiese a Peroz di prostrarsi dinanzi a lui in cambio del suo rilascio. Seguendo il consiglio dei suoi sacerdoti, Peroz incontrò il re all'alba e finse di inginocchiarsi davanti a lui, mentre in realtà lo stava facendo davanti al sole nascente, cioè Mitra, il dio del sole.
Alla fine degli anni 470 o all'inizio degli anni 480, Peroz lanciò una seconda campagna, che si concluse però in maniera a lui sfavorevole, finendo catturato una seconda volta. accettò di consegnare trenta muli carichi di dracme d'argento a titolo di riscatto, malgrado potesse pagarne soltanto venti. Incapace di saldare gli altri dieci, mandò il suo figlio più giovane, Kavad, nel 482 come ostaggio alla corte eftalita finché non fosse stato nelle condizioni di pagare il resto. Payne osserva che «le somme in questione erano modeste rispetto alle sovvenzioni diplomatiche o alle entrate statali tardo-antiche. Eppure, le voci di una carovana che consegnava tributi dalla corte iraniana agli Unni si diffusero in tutto il mondo iranico e mediterraneo, fino a Sidonio Apollinare in Gallia». In seguito, Khushnavaz coniò monete di se stesso indossando con una corona alata a tre creste, che era la terza corona di Peroz, un dettaglio volto a indicare che il re eftalita si considerava il legittimo sovrano della Persia. Peroz impose il pagamento di un'imposta capitaria ai suoi sudditi al fine di pagare i dieci muli d'argento e assicurandosi in tal mondo il rilascio di Kavad prima che iniziasse la sua terza campagna.

#### Rivolte in Armenia e Iberia

Mappa del Caucaso

Oltre all'Albania caucasica, anche le altre due province persiane nel Caucaso (Armenia e Iberia) erano insoddisfatte del dominio sasanide zoroastriano. In Armenia, la politica di Yazdgard II di integrare la nobiltà cristiana nell'amministrazione costringendola a convertirsi allo zoroastrismo aveva generato una ribellione su larga scala nel 451, guidata dal capo militare armeno Vardan Mamikonian. Sebbene i sasanidi sconfissero gli insorti nella battaglia di Avarayr, l'impatto dell'insurrezione si fece ancora sentire e le tensioni continuarono a crescere. Intanto, in Iberia, Peroz aveva favorito Varsken, il viceré (in medio persiano bidaxsh) della regione di frontiera armeno-iberica di Gugark. Membro dei mēhranidi locali, Varsken crebbe apprendendo gli insegnamenti del cristianesimo, ma quando si recò alla corte persiana, nel 470, si convertì allo zoroastrismo e si dichiarò fedele all'impero sasanide allontanandosi dalla monarchia iberica. Come ricompensa per la sua conversione, gli fu conferito il vicereame dell'Albania e furono combinate le sue nozze con una figlia di Peroz. Sposando la causa di Ctesifonte, egli tentò di costringere la sua famiglia a convertirsi allo zoroastrismo, inclusa la sua prima moglie Shushanik (una figlia di Vardan), che alla fine uccise, rendendola una martire. Le politiche di Varsken erano inaccettabili per il re iberico Vakhtang I (r. 447-449; 502-522), che lo fece uccidere e poi si ribellò contro la Persia nel 482. Quasi nello stesso frangente, gli armeni si ribellarono dopo essere stati aizzati da Vahan Mamikonian, nipote di Vardan.
Nello stesso anno, il marzban dell'Armenia, Adhur Gushnasp, fu sconfitto e ucciso dalle forze di Vahan, finendo rimpiazzato da Sahak II Bagratuni. Peroz spedì un'armata condotta da Zarmihr Hazarwuxt della dinastia karinide in Armenia, mentre un altro contingente che rispondeva agli ordini dal generale sasanide Mihran, della famiglia mehranide, giunse in Iberia. Durante l'estate, un esercito guidato da Sapore Mihran, il figlio di Mihran, inflisse una sconfitta a una forza combinata armeno-iberica ad Akesga, provocando la morte di Sahak II Bagratuni e del fratello di Vahan Vasak, mentre Vakhtang fuggì nella Lazica controllata dai bizantini. Il ruolo ricoperto da Sapore Mihran al comando dell'esercito in Iberia implica che Peroz potrebbe aver richiamato il padre, Mihran, per partecipare alla sua guerra contro i nemici eftaliti.
Vahan si ritirò con il resto delle sue forze sui monti del Tayk, da dove decise di dare il via ad azioni di guerriglia e combattimenti su scala minore. Sapore Mihran ripristinò il dominio sasanide in Armenia, ma quando fu convocato alla corte di Ctesifonte Vahan riprese il controllo della capitale armena di Dvin, sfruttata da lui come fortificazione principale. Nel 483, arrivarono dei rinforzi iranici condotti da Zarmihr Hazarwuxt, che a quel punto cinse d'assedio a Dvin. In forte inferiorità numerica, Vahan scagliò un attacco a sorpresa contro gli avversari, sbaragliandoli nella battaglia di Nerseapate, avvenuta vicino a Maku. Vahan si ritirò sulle montagne ancora una volta, stavolta quanto più vicino possibile al confine bizantino. Egli sperava che i persiani non lo inseguissero e non lo attaccassero lì, al fine di evitare di rischiare un conflitto con i romei. Tuttavia, dopo una sortita notturna, Zarmihr Hazarwuxt attaccò il campo armeno e riuscì a fare prigioniere diverse principesse. Vahan e il grosso dei suoi uomini si spostarono nuovamente, sfruttando la possibilità di spostarsi sulle montagne indisturbati.
Una svolta inaspettata degli eventi cambiò le sorti della guerra: la morte di Peroz, avvenuta nel 484 durante la sua guerra con gli Eftaliti, spinse l'esercito impegnato in Armenia a ritirarsi. Il fratello e successore di Peroz, Balash, giunse a una pace con Vahan e lo nominò in primis hazarapet (ministro) e poi successivamente marzban dell'Armenia. A una tregua si giunse anche in Iberia, dove Vakhtang poté riprendere il suo governo.

#### Terza guerra con gli Eftaliti e morte

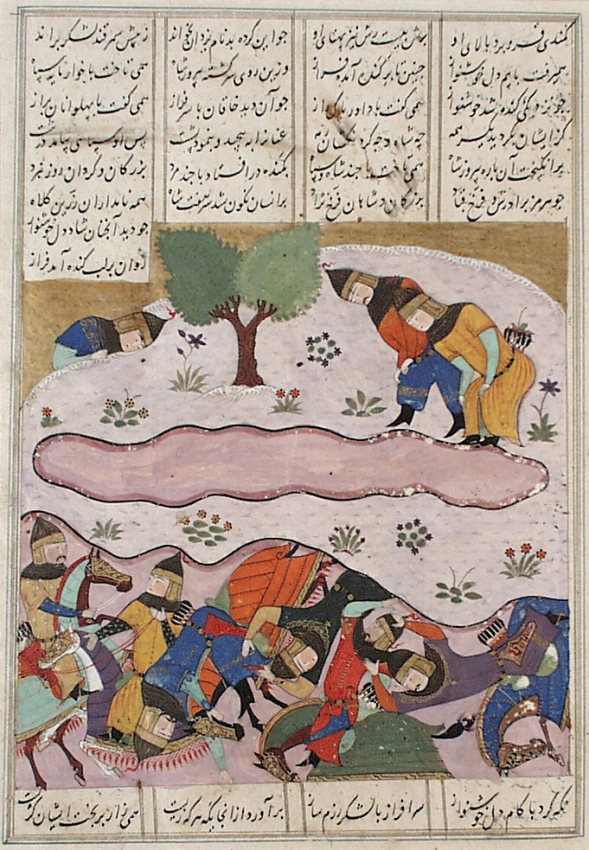
Illustrazione del XV secolo tratta dallo Shāh-Nāmeh della sconfitta e della morte di Peroz I

Non assecondando il parere in senso opposto espresso dall'aristocrazia e dal clero, Peroz supervisionò a Gurgan i preparativi per una terza campagna contro gli Eftaliti. Lazzaro di Parp sottolinea l'avversione dei suoi uomini alla campagna, affermando che essi erano demoralizzati alla prospettiva di affrontare nuovamente quei temibili avversari fino al punto di accarezzare l'idea di un ammutinamento generale. In vista della partenza, Peroz lasciò suo fratello Balash a capo dell'impero, lanciò ufficialmente la sua campagna eftalita a capo di un grande esercito nel 484. Quando Khushnavaz apprese della campagna di Peroz, incaricò il suo vice di viaggiare per consegnare il seguente messaggio: «Hai concluso la pace con me per iscritto, sotto sigillo, e hai promesso di non muovermi guerra. Abbiamo tracciato delle frontiere comuni che non devono essere attraversate con intenzioni ostili da nessuna delle due parti».
Una torre eretta sul confine vicino all'Oxus dal nonno di Peroz, Bahram V, fu da lui distrutta come gesto di sfida. Questo evento è testimoniato sia da Dinawari (morto nel 896) che da Ṭabarī (morto nel 923). Quest'ultimo riferisce che Peroz aveva legato la torre a cinquanta elefanti e trecento uomini legati tra loro e l'aveva trascinata davanti ai suoi uomini mentre lui camminava alle spalle la torre, fingendo di non aver violato il trattato di pace del nonno. Khushnavaz, non volendo affrontare Peroz direttamente, fece scavare una grande trincea sul campo di battaglia, nascondendola con arbusti e legna bruciata, e posizionando le sue forze dietro di essa. Mentre caricava le forze di Khushnavaz, Peroz e il suo esercito caddero nella fossa, finendo intrappolati e poi uccisi. Le loro spoglie, malgrado comprendessero anche eminenti aristocratici (non ultimi quattro figli o fratelli di Peroz), non vennero mai recuperate dai sasanidi. Il luogo della battaglia è incerto; secondo lo storico moderno Klaus Schippmann, essa si verificò nell'attuale Afghanistan, forse vicino a Balkh.
Pseudo-Giosué, un autore ostile a Peroz, ritiene che il sovrano riuscì a fuggire dalla carneficina, ma che in seguito sia morto di fame in una fenditura di una montagna o sia stato ucciso e divorato da animali selvatici in una foresta.

#### Conseguenze
A seguito della dipartita di Peroz, principali città sasanidi della regione orientale del Khorasan e del Nishapur, Herat e Marw caddero sotto il dominio eftalita. Il suo seguito, inclusa la figlia Perozdukt e i sacerdoti che lo avevano accompagnato, finirono prigionieri per mano di Khushnavaz. Perozdukt si sposò con Khushnavaz e gli diede una figlia, che in seguito avrebbe celebrato le nozze con il figlio di Peroz, Kavad I (r. 488-496; 498/499-531). La sconfitta di Peroz spinse i successivi sovrani, su spinta dei nobili, a promulgare una legge che vietava l'inseguimento di un esercito in ritirata. Le sue guerre contro gli Eftaliti sono state ritenute «futili» sia dalla storiografia dell'epoca che da quella moderna. La disfatta e la morte del monarca comportarono l'inizio di una fase storica contrassegnata da tumulti politici, sociali e religiosi. L'impero toccò il punto più basso da quando esisteva, con lo shahanshah (re dei re) che appariva ormai un vassallo del sovrano eftalita e impossibilitato a non rendergli omaggio; inoltre, la nobiltà e il clero finirono per esercitare una grande influenza e autorità sulla nazione, cosicché ogni nuovo monarca venne approvato su loro iniziativa o quanto meno con la loro approvazione. Secondo Payne, «nessun altro evento nella storia della dinastia sasanide ne compromise così nettamente le aspirazioni [dell'impero], con i contemporanei che rimasero sbalorditi dalla sconsideratezza del re dei re». Approfittando dell'indebolita autorità iranica nell'est, gli Unni Nezak si impadronirono della regione dello Zabulistan. Peroz fu l'ultimo re dei re a coniare monete auree nella regione indiana del Sindh, circostanza la quale indica che la regione andò perduta nello stesso periodo.
Il potente nobile Sukhra allestì in fretta un nuovo esercito e impedì ai combattenti eftaliti di ottenere ulteriori successi. Membro della casata di Karen, la famiglia di Sukhra dichiarò di discendere dagli eroi mitologici Karen e Tus, responsabili di aver salvato l'odierno Iran dopo che il suo re Nowzar era stato ucciso dal turanide Afrasiab. Payne afferma a tal proposito che la morte avvenne «in circostanze troppo simili a quelle della dipartita di Peroz perché la somiglianza appaia casuale». Secondo l'iranologo Ehsan Yarshater, alcune delle battaglie irano-turaniche descritte nell'epopea persiana medievale dello Shāh-Nāmeh ("Il Libro dei Re") si basavano verosimilmente sulle guerre eftalite di Peroz e dei suoi successori. Il fratello di Peroz, Balash, fu eletto shahanshah dagli aristocratici iranici, in particolare su spinta di Sukhra e Sapore Mihran. La complicata situazione in cui versava l'impero tornò alla normalità soltanto sotto Kavad I, che attuò un vasto programma di riforme e surclassò gli Eftaliti sul campo di battaglia riconquistando Khorasan. Peroz fu vendicato da suo nipote Cosroe I (r. 531-579), che in collaborazione con il khaganato turco riuscì ad annientare gli Eftaliti nel 560, ponendo fine al loro dominio.
A partire da Bahram I (r. 271-274), i monarchi sasanidi risiedettero principalmente a Gundeshapur, nell'Iran meridionale, grazie alla sua posizione strategica tra l'altopiano iranico e la pianura della Mesopotamia. A causa della crescente importanza delle pianure fertili tra il Tigri e l'Eufrate, la residenza principale degli shahanshah passò a Ctesifonte dopo Peroz.

## Politica

### Religiosa

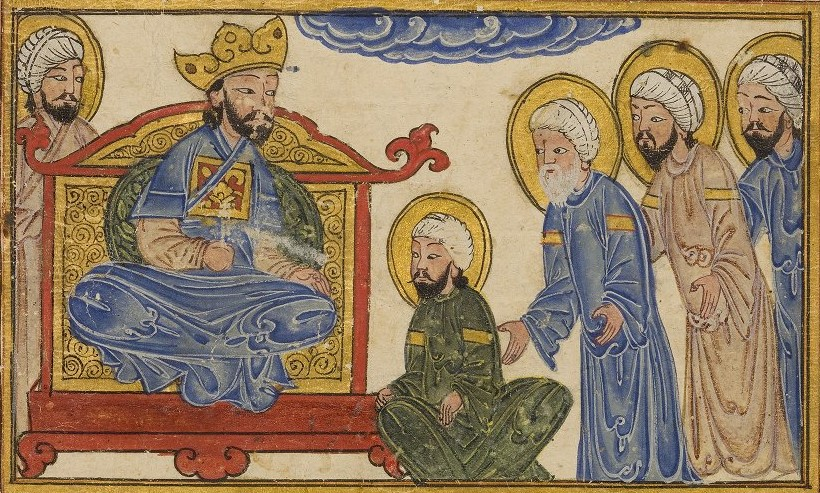
Illustrazione del XIV secolo di Peroz I che interloquisce con un gruppo di sacerdoti zoroastriani

Peroz, come tutti gli altri sovrani sasanidi, aderiva allo zoroastrismo. Secondo Ṭabarī, Peroz «ha esercito il dominio in modo giusto e adottando una condotta lodevole, dando prova di pietà»; secondo Schippmann, tali lodi troverebbero giustificazione per via del fatto che molto probabilmente si dimostrò accondiscendente verso le richieste del clero zoroastriano. Sotto Peroz, la setta zoroastriana dello zurvanismo non godette di grande credito, malgrado il sovrano non rimosse dal suo incarico il fedele ministro (wuzurg framadar) zurvanita Mihr-Narsete. Durante il mandato di Peroz, il calendario iranico fu riformato, con il capodanno (nawrūz) e il mese epagomenale Frawardin (marzo-aprile del calendario gregoriano) che furono spostati ad Adur (nono mese del calendario zoroastriano).
A differenza di suo padre, Peroz non tentò di convertire gli albanesi caucasici e gli armeni allo zoroastrismo. Tuttavia, in concomitanza del suo mandato si verificarono delle persecuzioni ai danni di cristiani ed ebrei. Mentre i resoconti ebraici sostengono che il fanatismo iranico fosse il motivo alla radice delle persecuzioni, quelli persiani accusano gli ebrei di aver abusato della pazienza dei sacerdoti zoroastriani. Lo storico moderno Jacob Neusner ha suggerito che potrebbe esserci del vero nei resoconti persiani e che gli ebrei potrebbero averlo fatto perché attendevano la venuta del Messia, prevista 400 anni dopo la distruzione del Secondo Tempio durante l'assedio di Gerusalemme (datato dai rabbini al 68 d.C., quindi nel 468). Aggiunge inoltre che i semiti potevano aver immaginato che il territorio sasanide fosse potuto diventare ebraico da allora per via dell'arrivo del Messia. Secondo lo storico moderno Eberhard Sauer, i monarchi sasanidi perseguitarono le altre religioni soltanto quando lo imponevano interessi politici.
Peroz non si oppose alla nuova setta cristiana del nestorianesimo come dottrina ufficiale della Chiesa d'Oriente. Nel 484, poco prima della sua morte, ebbe luogo un concilio a Gundeshapur, dove il nestorianesimo fu annunciato come dottrina ufficiale di quella comunità religiosa.

### Urbana

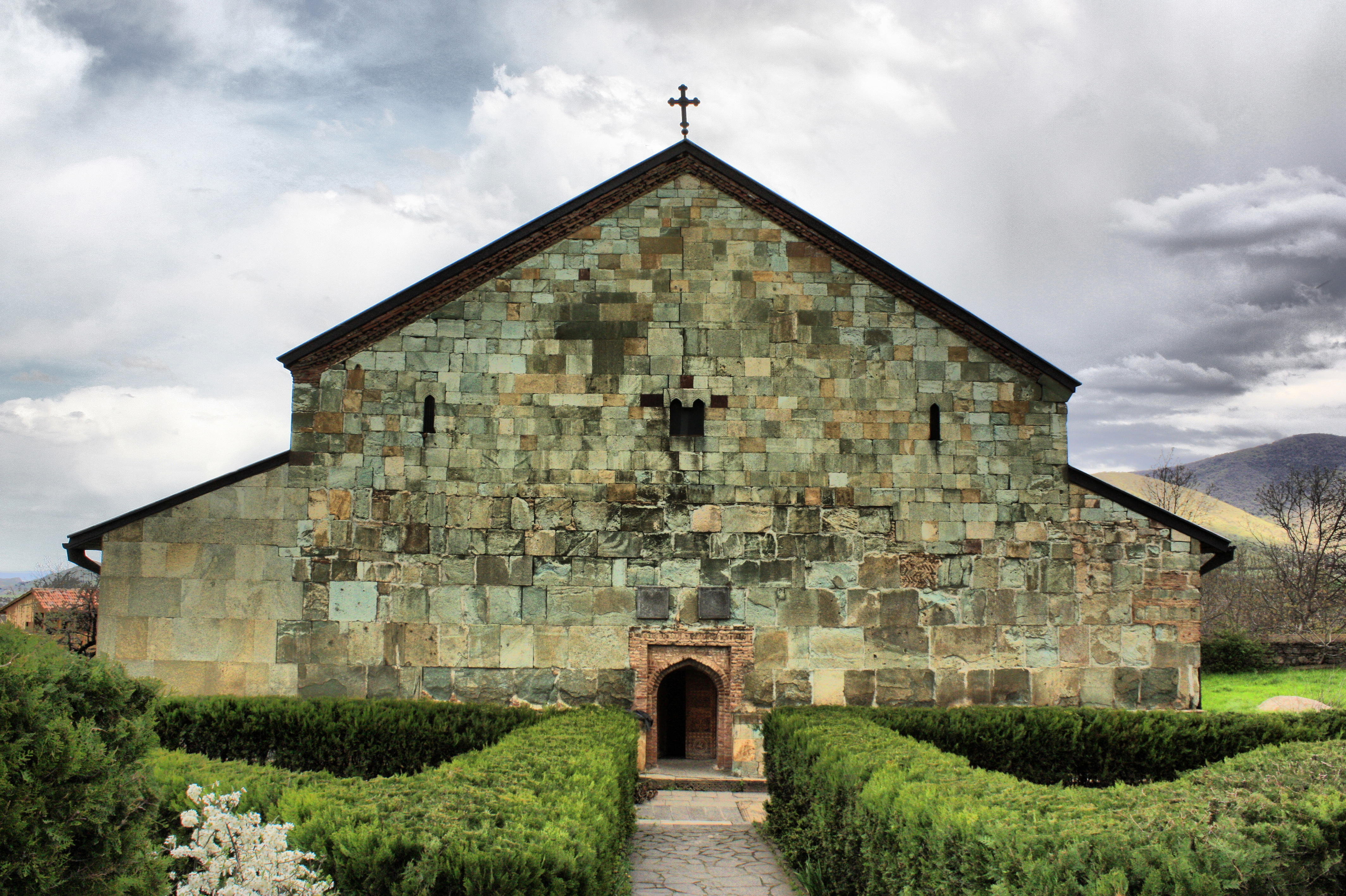
La basilica di Bolnisi Sioni situata a Bolnisi, in Georgia

Al sovrano in esame si riconduce la fondazione di molte città. Secondo la Storia degli Albanesi Caucasici, Peroz ordinò al suo vassallo, il re albanese caucasico Vache II, di edificare la città di Perozapat ("la città di Peroz" o "Prospero Peroz"). Tuttavia, ciò è improbabile, poiché il regno dell'Albania caucasica era stato abolito da Peroz dopo aver represso una rivolta di Vache II a metà degli anni 460. L'insediamento vide probabilmente la luce sì per iniziativa di Peroz, ma dopo che la dinastia regnante venne allontanata dall'Albania caucasica. Grazie alla sua posizione maggiormente sicura, è stata la nuova residenza del marzban iranico. Peroz fondò inoltre Shahram Peroz (Ardabil), in Adurbadagan, Ram Peroz, vicino a Rey, e Rowshan Peroz tra Gurgan e Derbent.
La basilica di Bolnisi Sioni, in Iberia, è una testimonianza della crescente influenza sasanide nella regione oggi compresa in Georgia. Fu realizzata nel 478/479 nella parte meridionale del paese, che era caduta sotto il controllo locale dei mehranidi di Gugark. L'iconografia della basilica mostrava caratteristiche di derivazione iranica, mentre una delle sue iscrizioni interne, scritte in antico georgiano, menzionano Peroz:
Sebbene la basilica non andò commissionata da Peroz, i costruttori di Bolnisi Sioni potrebbero essersi ispirati alle strutture di proprietà della corona sasanide.
Il regno di Peroz coincise con il terminus post quem del completamento della grande muraglia di Gorgan, la cui costruzione era iniziata alla fine del IV secolo. Ulteriori fortificazioni videro successivamente al proprio esterno ultimate delle mura, forse nell'ambito un progetto portato avanti sia da Kavad I sia da Cosroe I. Le mura, che si estendeva dalla costa del Mar Caspio fino a Pishkamar, apparivano le maggiori dell'epoca e rappresentarono il più grande investimento iranico compiuto in infrastrutture militari nel periodo storico compreso tra la Tarda Antichità e l'inizio del Medioevo.

### Monetaria e ideologia imperiale

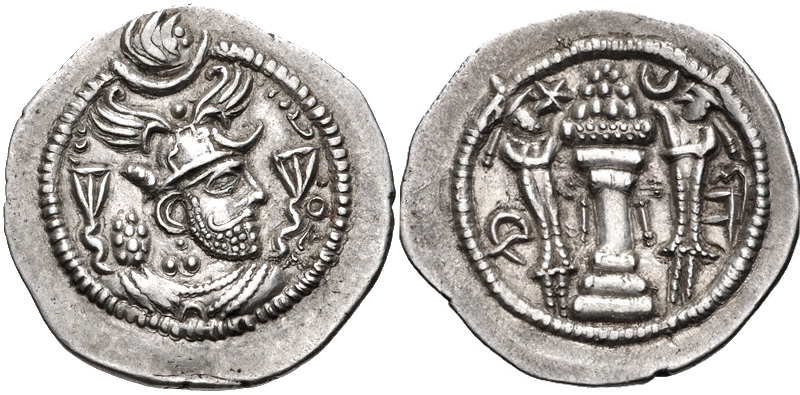
Dracma d'argento di Peroz I emessa dalla zecca di Darabgerd

Sulla moneta di Peroz viene omessa la tradizionale titolazione sasanide di shahanshah ("re dei re") e compaiono esclusivamente le due iscrizioni kay Pērōz ("re Peroz"). Uno dei sigilli di Peroz dimostra che la titolazione tradizionale era ancora utilizzata, ragion per cui non si può dire con certezze se esse mostrano gli unici titoli di cui Peroz si fregiò in vita. L'uso del titolo mitologico kaianide di kay, impiegato per la prima volta dal padre di Peroz, Yazdgard II, si dovette a un cambiamento nella prospettiva politica dell'impero sasanide. Originariamente disposto verso sinistra (cioè a ovest), si decise di spostarlo a destra (a est). Questo cambio di prospettiva in ambito politico, invero già iniziato sotto Yazdgard I e Bahram V, toccò il suo apice sotto Peroz I e suo padre. Furono infatti le dispute a oriente a tenere impegnato Peroz per gran parte della vita ed egli tenne sempre un grande considerazione i pericoli scatenati dalle aggressive tribù stanziatesi nei pressi della frontiera orientale. La guerra contro le tribù unne potrebbe aver risvegliato la mitica rivalità esistente tra i sovrani kayanidi, di etnia iranica, e loro nemici turchi, come emergerebbe dall'impiego della Giovane Avesta.

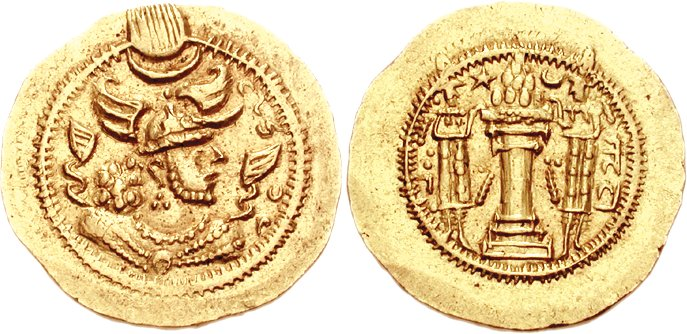
Dinaro d'oro di Peroz I emesso a Ardashir-Khwarrah

Gli scontri tra l'Iran e i suoi nemici orientali potrebbero aver dunque portato all'adozione del titolo di kay, impiegato dai mitici re iranici nella loro guerra contro le comunità turche a est. È probabile che fu durante questo periodo che i sasanidi si interessarono e cominciarono a collezionare testi leggendari ed epici, inclusa la storia del re-eroe persiano Farīdūn (Frēdōn in medio persiano), che divise il suo regno tra i suoi tre figli: il suo primogenito Salm ricevette l'impero d'occidente, Roma; il secondo Tur, ovvero i territori orientali, il Turan; il minore, Iraj, ricevette il cuore dell'impero, l'Iran. Influenzati da questi racconti sui dinastia kaianide, la corona sasanide finì per considerarsi erede di Farīdūn e di Iraj, associando i domini ricevuti da Salm all'impero bizantino a ovest e i possedimenti Tur a oriente con gli Eftaliti. Poiché l'impero originario si sarebbe esteso da Roma all'Asia centrale orientale, è plausibile che essi adottarono simbolicamente il titolo di Kay per ribadire i loro diritti su quelle terre.
Peroz è raffigurato con tre diverse corone sulle sue monete. La prima si compone di un diadema, una corona con merli al centro, e il korymbos, un copricapo il cui uso fu inaugurato da Ardashir I (r. 224-242) con una mezzaluna nella parte anteriore. La seconda corona è simile alla prima, con l'eccezione delle merlature che si estendono sul retro del copricapo. Sulla terza corona vengono aggiunte due ali, un chiaro riferimento a Verethragna, il dio della vittoria. Peroz e Sapore II (r. 309-379) furono gli unici due monarchi sasanidi a coniare regolarmente delle monete d'oro. Lo storico austriaco e numismatico Nikolaus Schindel ha suggerito che i pezzi aurei non fossero in genere impiegazioni nella vita quotidiana, ma impiegati invece a mo' di donazione dalla più nobile élite iranica alla corona, forse durante le festività.

## Nella letteratura persiana
Peroz compare in una leggendaria storia romantica narrata dallo storico persiano del XIII secolo Ibn Isfandiyar. La vicenda inizia con Peroz che sogna una bella donna di cui si innamora. Convinto che si tratti di una persona reale, il sovrano invia dunque uno dei suoi parenti, Mihrfiruz del casato di Mēhran, che è anche un caro amico, a trovarla. Mihrfiruz trova la donna e scopre che si tratta della figlia del generale mehranide Ashtad Mihran. Alla fine, Peroz la sposa e, su richiesta di lei, getta le fondamenta per costruire la città di Amol, in Tabaristan.

## Ascendenza
| \| Arancione \| | Re dei re |
| Arancione       |           |

|  |  |  |  |  |  |  |  |  |  |  |  |  |  |  |  |  |  |  |  |  |  |                          |                          |                                   |                                   |                                   |                                   |                                   |                                   |                   |                   |                   |                   | Bahram V (r. 420-438)    |                   |  |  |                     |                     |                         |                         |                         |                         |                         |                         |                       |                       |                       |                       |                       |                       |            |            |            |            |  |  |  |  |         |         |         |         |         |         |  |  |  |  |  |  |  |  |  |  |  |  |  |  |  |  |  |  |  |  |  |  |
|  |  |  |  |  |  |  |  |  |  |  |  |  |  |  |  |  |  |  |  |  |  |                          |                          |                                   |                                   |                                   |                                   |                                   |                                   |                   |                   |                   |                   |                          |                   |  |  |                     |                     |                         |                         |                         |                         |                         |                         |                       |                       |                       |                       |                       |                       |            |            |            |            |  |  |  |  |         |         |         |         |         |         |  |  |  |  |  |  |  |  |  |  |  |  |  |  |  |  |  |  |  |  |  |  |
|  |  |  |  |  |  |  |  |  |  |  |  |  |  |  |  |  |  |  |  |  |  |                          |                          |                                   |                                   |                                   |                                   |                                   |                                   |                   |                   |                   |                   | Yazdgard II (r. 438-457) |                   |  |  |                     |                     |                         |                         |                         |                         |                         |                         |                       |                       |                       |                       |                       |                       |            |            |            |            |  |  |  |  |         |         |         |         |         |         |  |  |  |  |  |  |  |  |  |  |  |  |  |  |  |  |  |  |  |  |  |  |
|  |  |  |  |  |  |  |  |  |  |  |  |  |  |  |  |  |  |  |  |  |  |                          |                          |                                   |                                   |                                   |                                   |                                   |                                   |                   |                   |                   |                   |                          |                   |  |  |                     |                     |                         |                         |                         |                         |                         |                         |                       |                       |                       |                       |                       |                       |            |            |            |            |  |  |  |  |         |         |         |         |         |         |  |  |  |  |  |  |  |  |  |  |  |  |  |  |  |  |  |  |  |  |  |  |
|  |  |  |  |  |  |  |  |  |  |  |  |  |  |  |  |  |  |  |  |  |  |                          |                          |                                   |                                   |                                   |                                   |                                   |                                   |                   |                   |                   |                   |                          |                   |  |  |                     |                     |                         |                         |                         |                         |                         |                         |                       |                       |                       |                       |                       |                       |            |            |            |            |  |  |  |  |         |         |         |         |         |         |  |  |  |  |  |  |  |  |  |  |  |  |  |  |  |  |  |  |  |  |  |  |
|  |  |  |  |  |  |  |  |  |  |  |  |  |  |  |  |  |  |  |  |  |  | Ormisda III (r. 457-459) | Ormisda III (r. 457-459) | Ormisda III (r. 457-459)          | Ormisda III (r. 457-459)          | Ormisda III (r. 457-459)          | Ormisda III (r. 457-459)          |                                   |                                   | Peroz I (457-484) | Peroz I (457-484) | Peroz I (457-484) | Peroz I (457-484) | Peroz I (457-484)        | Peroz I (457-484) |  |  | Balash (r. 484-488) | Balash (r. 484-488) | Balash (r. 484-488)     | Balash (r. 484-488)     | Balash (r. 484-488)     | Balash (r. 484-488)     |                         |                         | Zarer (morto nel 485) | Zarer (morto nel 485) | Zarer (morto nel 485) | Zarer (morto nel 485) | Zarer (morto nel 485) | Zarer (morto nel 485) |            |            |            |            |  |  |  |  |         |         |         |         |         |         |  |  |  |  |  |  |  |  |  |  |  |  |  |  |  |  |  |  |  |  |  |  |
|  |  |  |  |  |  |  |  |  |  |  |  |  |  |  |  |  |  |  |  |  |  | Ormisda III (r. 457-459) | Ormisda III (r. 457-459) | Ormisda III (r. 457-459)          | Ormisda III (r. 457-459)          | Ormisda III (r. 457-459)          | Ormisda III (r. 457-459)          |                                   |                                   | Peroz I (457-484) | Peroz I (457-484) | Peroz I (457-484) | Peroz I (457-484) | Peroz I (457-484)        | Peroz I (457-484) |  |  | Balash (r. 484-488) | Balash (r. 484-488) | Balash (r. 484-488)     | Balash (r. 484-488)     | Balash (r. 484-488)     | Balash (r. 484-488)     |                         |                         | Zarer (morto nel 485) | Zarer (morto nel 485) | Zarer (morto nel 485) | Zarer (morto nel 485) | Zarer (morto nel 485) | Zarer (morto nel 485) |            |            |            |            |  |  |  |  |         |         |         |         |         |         |  |  |  |  |  |  |  |  |  |  |  |  |  |  |  |  |  |  |  |  |  |  |
|  |  |  |  |  |  |  |  |  |  |  |  |  |  |  |  |  |  |  |  |  |  | Balendukht               |                          |                                   |                                   |                                   |                                   |                                   |                                   |                   |                   |                   |                   |                          |                   |  |  |                     |                     |                         |                         |                         |                         |                         |                         |                       |                       |                       |                       |                       |                       |            |            |            |            |  |  |  |  |         |         |         |         |         |         |  |  |  |  |  |  |  |  |  |  |  |  |  |  |  |  |  |  |  |  |  |  |
|  |  |  |  |  |  |  |  |  |  |  |  |  |  |  |  |  |  |  |  |  |  |                          |                          |                                   |                                   |                                   |                                   |                                   |                                   |                   |                   |                   |                   |                          |                   |  |  |                     |                     |                         |                         |                         |                         |                         |                         |                       |                       |                       |                       |                       |                       |            |            |            |            |  |  |  |  |         |         |         |         |         |         |  |  |  |  |  |  |  |  |  |  |  |  |  |  |  |  |  |  |  |  |  |  |
|  |  |  |  |  |  |  |  |  |  |  |  |  |  |  |  |  |  |  |  |  |  |                          |                          |                                   |                                   |                                   |                                   |                                   |                                   |                   |                   |                   |                   |                          |                   |  |  |                     |                     |                         |                         |                         |                         |                         |                         |                       |                       |                       |                       |                       |                       |            |            |            |            |  |  |  |  |         |         |         |         |         |         |  |  |  |  |  |  |  |  |  |  |  |  |  |  |  |  |  |  |  |  |  |  |
|  |  |  |  |  |  |  |  |  |  |  |  |  |  |  |  |  |  |  |  |  |  |                          |                          |                                   |                                   |                                   |                                   |                                   |                                   |                   |                   |                   |                   |                          |                   |  |  |                     |                     |                         |                         |                         |                         |                         |                         |                       |                       |                       |                       |                       |                       |            |            |            |            |  |  |  |  |         |         |         |         |         |         |  |  |  |  |  |  |  |  |  |  |  |  |  |  |  |  |  |  |  |  |  |  |
|  |  |  |  |  |  |  |  |  |  |  |  |  |  |  |  |  |  |  |  |  |  |                          |                          | Kavad I (r. 488-496; 498/499-531) | Kavad I (r. 488-496; 498/499-531) | Kavad I (r. 488-496; 498/499-531) | Kavad I (r. 488-496; 498/499-531) | Kavad I (r. 488-496; 498/499-531) | Kavad I (r. 488-496; 498/499-531) |                   |                   |                   |                   |                          |                   |  |  |                     |                     | Jamasp (r. 496-498/499) | Jamasp (r. 496-498/499) | Jamasp (r. 496-498/499) | Jamasp (r. 496-498/499) | Jamasp (r. 496-498/499) | Jamasp (r. 496-498/499) |                       |                       |                       |                       | Perozdukht            | Perozdukht            | Perozdukht | Perozdukht | Perozdukht | Perozdukht |  |  |  |  | Sambice | Sambice | Sambice | Sambice | Sambice | Sambice |  |  |  |  |  |  |  |  |  |  |  |  |  |  |  |  |  |  |  |  |  |  |

### Esplicative
1. ↑  Secondo alcune fonti, Ormisda III fu graziato e risparmiato da suo fratello; questa è molto probabilmente una leggenda ed è contraddetta da altri scritti: Shahbazi (2004), pp. 465-466.
2. ↑  I soldati armeni servirono di nuovo i sasanidi nel VI e VII secolo: McDonough (2011), p. 305.

### Bibliografiche
1. 1 2  Rezakhani (2017), p. 78.
2. 1 2  Chkeidze (2001), pp. 486-490.
3. ↑  Martindale (1980), p. 860.
4. ↑  Schmitt e Bailey (1986), pp. 445-465.
5. ↑  Pourshariati (2008), p. 70.
6. 1 2  Kia (2016), p. 248.
7. 1 2  Pourshariati (2008), p. 71.
8. 1 2 3 4 5  Shahbazi (2004), pp. 465-466.
9. 1 2 3  Rezakhani (2017), p. 121.
10. 1 2  Bonner (2020), p. 124.
11. 1 2 3  Bonner (2020), pp. 124-125.
12. 1 2 3 4 5 6  Schippmann (1999), pp. 631-632.
13. 1 2  Chaumont (1985), pp. 806-810.
14. ↑  Gadjiev (2020), p. 33.
15. 1 2  Frye (1983), p. 147.
16. ↑  Curtis (1999), p. 305.
17. ↑  Ṭabarī, p. 112.
18. 1 2  Bonner (2020), p. 126.
19. ↑  Bonner (2020), pp. 126-127.
20. 1 2 3  Bonner (2020), p. 127.
21. ↑  Shayegan (2017), p. 809.
22. ↑  Payne (2015b), pp. 296-298.
23. ↑  Payne (2015b), p. 298.
24. 1 2  Payne (2016), p. 18.
25. ↑  Daryaee (2014), p. 18.
26. ↑  Bonner (2020), pp. 127-128.
27. ↑  Bonner (2020), p. 128.
28. ↑  Greatrex e Lieu (2002), p. 49.
29. ↑  Rezakhani (2017), pp. 85-87.
30. ↑  Payne (2016), pp. 7, 11.
31. ↑  Rezakhani (2017), p. 96.
32. 1 2  Payne (2015b), p. 285.
33. ↑  Payne (2015b), p. 286.
34. ↑  McDonough (2011), p. 305.
35. ↑  McDonough (2013), p. 613.
36. 1 2 3 4 5  Payne (2015b), p. 287.
37. ↑  Bonner (2020), p. 100.
38. ↑  Potts (2018), pp. 291, 294.
39. 1 2 3 4  Zeimal (1996), p. 130.
40. ↑  Rezakhani (2017), pp. 102, 121.
41. ↑  Rezakhani (2017), pp. 102, 121, 127.
42. ↑  Cribb (2018), p. 23.
43. ↑  Alram (2014), p. 271.
44. ↑  Rezakhani (2017), p. 102.
45. 1 2  Bonner (2020), p. 135.
46. 1 2  Rezakhani (2017), pp. 127-128.
47. ↑  Potts (2018), pp. 295-296.
48. 1 2 3  Rezakhani (2017), p. 127.
49. ↑  Rezakhani (2017), pp. 126-127, 137.
50. 1 2 3  Potts (2018), p. 295.
51. 1 2 3  Bonner (2020), p. 136.
52. ↑  Procopio di Cesarea, libro I, cap. III.
53. 1 2  Bonner (2020), p. 137.
54. ↑  Payne (2016), p. 17.
55. ↑  Sauer (2017), p. 192.
56. ↑  Avdoyan (2018).
57. ↑  Bonner (2020), p. 133.
58. ↑  Rapp (2014), pp. 38, 45, 67.
59. ↑  Dédéyan (2007), p. 191.
60. 1 2  Toumanoff (1961), p. 101.
61. ↑  Rapp (2014), p. 45.
62. 1 2  Suny (1994), p. 23.
63. ↑  Bonner (2020), p. 134.
64. ↑  Chaumont (1986), pp. 418-438.
65. ↑  Grousset (1947), pp. 216-218.
66. ↑  Dédéyan (2007), p. 192.
67. 1 2  Pourshariati (2008), p. 73.
68. 1 2 3  Dédéyan (2007), p. 193.
69. ↑  Grousset (1947), pp. 221-222.
70. ↑  Pourshariati (2008), p. 75.
71. ↑  Grousset (1947), pp. 221-223.
72. ↑  Grousset (1947), pp. 219, 221-223.
73. ↑  Grousset (1947), p. 220.
74. ↑  Grousset (1947), p. 223.
75. ↑  Grousset (1947), pp. 223-224.
76. ↑  Chaumont e Schippmann (1988), pp. 574-580.
77. ↑  Suny (1994), pp. 23-25.
78. ↑  Howard-Johnston (2012), p. 103.
79. 1 2 3 4 5 6 7 8 9  Shahbazi (2005).
80. 1 2 3 4 5 6 7 8  Rezakhani (2017), p. 128.
81. ↑  Lazzaro di Parp, 85.
82. ↑  Pourshariati (2008), p. 77.
83. ↑  Zeimal (1996), p. 142.
84. ↑  Traina (2011), p. 125.
85. ↑  Procopio di Cesarea, libro I, cap. 4.
86. 1 2 3  Schindel (2013a), pp. 136-141.
87. ↑  Rezakhani (2017), pp. 128-129.
88. ↑  Bonner (2020), p. 138.
89. ↑  Pourshariati (2008), p. 76.
90. 1 2 3 4 5  Payne (2015b), p. 288.
91. ↑  Sauer (2017), p. 293.
92. ↑  Daryaee (2014), pp. 25-26.
93. ↑  Alram (2014), pp. 280-281.
94. ↑  Schindel (2016), pp. 127-130.
95. ↑  Sauer (2017), p. 170.
96. ↑  Rezakhani (2017), pp. 134, 146.
97. ↑  McDonough (2011), pp. 302-303.
98. ↑  Payne (2015a), p. 2.
99. ↑  Ṭabarī, p. 110.
100. ↑  Daryaee (2000).
101. ↑  Stausberg, Vevaina e Tessmann (2015), p. 131.
102. ↑  Neusner (1983), p. 916.
103. ↑  Sauer (2017), p. 190.
104. ↑  Gadjiev (2017), pp. 122-123.
105. ↑  Gadjiev (2017), p. 123.
106. ↑  Rapp (2014), p. 182, nota 52.
107. ↑  Badiyi (2021), p. 214.
108. 1 2  Rapp (2014), p. 251.
109. ↑  Toumanoff (1969), p. 22.
110. ↑  Rapp (2014), pp. 19, 39, 251.
111. 1 2  Bonner (2020), p. 98.
112. ↑  Bonner (2020), pp. 97-98.
113. 1 2  Schindel (2013b), p. 837.
114. 1 2 3 4 5 6 7 8  Shayegan (2017), p. 807.
115. ↑  Curtis (1999), pp. 304-305.
116. ↑  Schindel (2013b), p. 827.
117. ↑  Pourshariati (2008), p. 72.
118. ↑  Toumanoff (1969), p. 28.
119. ↑  Martindale (1980), pp. 974-975.

### Fonti primarie
- Lazzaro di Parp, Storia dell'Armenia, su attalus.org.
- Procopio di Cesarea, Le guerre, a cura di Marcello Craveri, Giulio Einaudi, 1977, ISBN 978-08-12-20840-5.
- (EN) Ṭabarī, The History of al-Ṭabarī, a cura di Clifford E. Bosworth, collana SUNY Series in Near Eastern Studies, V: The Sāsānids, the Byzantines, the Lakhmids, and Yemen, Albany, State University of New York Press, 1999, ISBN 978-0-7914-4355-2.

### Fonti secondarie
- (EN) Michael Alram, From the Sasanians to the Huns New Numismatic Evidence from the Hindu Kush, in The Numismatic Chronicle, vol. 174,  pp. 261-291.
- (EN) Levon Avdoyan, Avarayr, Battle of (Awarayr), in Oliver Nicholson, The Oxford Dictionary of Late Antiquity, Oxford, Oxford University Press, 2018, ISBN 978-0-19-866277-8.
- (EN) Bahram Badiyi, Cities and Mint Centers Founded by the Sasanians, in Mostafa Faghfoury, Ancient Iranian Numismatics, Ancient Iran Series, vol. 12, Brill, 2021,  pp. 203-233, DOI:10.1163/9789004460720_012, ISBN 978-90-04-46072-0.
- (EN) Michael Bonner, The Last Empire of Iran, New York, Gorgias Press, 2020, ISBN 978-14-63-20616-1.
- (EN) M.L. Chaumont, Albania, in Encyclopaedia Iranica, I, Fasc. 8,  pp. 806-810.
- (EN) M.L. Chaumont, Armenia and Iran ii. The pre-Islamic period, in Ehsan Yarshater, Encyclopædia Iranica, II, Fasc. 4: Architecture IV–Armenia and Iran IV, Londra e New York, Routledge & Kegan Paul, 1986,  pp. 418-438, ISBN 978-0-71009-104-8.
- (EN) M.L. Chaumont e K. Schippmann, Balāš, in Ehsan Yarshater, Encyclopædia Iranica, III, Fasc. 6: Baḵtīārī tribe II–Banān, Londra e New York, Routledge & Kegan Paul, 1988,  pp. 574-580, ISBN 978-0-71009-118-5.
- (EN) Thea Chkeidze, Georgia v. Linguistic Contacts with Iranian Languages, in Ehsan Yarshater, Encyclopædia Iranica, X, Fasc. 5: Geography IV-Germany VI, Londra e New York, Routledge & Kegan Paul, 2001,  pp. 486-490, ISBN 978-0-933273-53-5.
- (EN) Joe Cribb, Numismatic evidence and the date of Kaniska I, in Wannaporn Rienjang e Peter Stewart, Problems of Chronology in Gandhāran Art, 2018,  pp. 7-35, ISBN 978-1-78491-855-2.
- (EN) Vesta Sarkhosh Curtis, Some observations on coins of Peroz and Kavad I, in Michael Alram e Deborah E. Klimburg-Salter, Coins, Art, and Chronology: Essays on the pre-Islamic history of the Indo-Iranian borderlands, 1ª ed., Vienna, Verlag der Österreichischen Akademie der Wissenschaften, 1999,  pp. 303-313.
- (EN) Touraj Daryaee, Mehr-Narseh, su Ehsan Yarshater, Encyclopædia Iranica, iranicaonline.org, online, Encyclopædia Iranica Foundation, 2000.
- (EN) Touraj Daryaee, Sasanian Persia: The Rise and Fall of an Empire, I.B.Tauris, 2014, ISBN 978-08-57-71666-8.
- (EN) Gérard Dédéyan, History of the Armenian People, Tolosa, Privat, 2007, ISBN 978-2-7089-6874-5.
- (EN) Richard N. Frye, The political history of Iran under the Sasanians, in Ehsan Yarshater, The Cambridge History of Iran, 3(1): The Seleucid, Parthian and Sasanian Periods, Cambridge, Cambridge University Press, 1983, ISBN 0-521-20092-X.
- (EN) Murtazali Gadjiev, Construction Activities of Kavād I in Caucasian Albania (XML), Brill, 2017,  pp. 121-131, DOI:10.1163/1573384X-20170202.
- (EN) Murtazali Gadjiev, The Chronology of the Arsacid Albanians, in From Albania to Arrān, Gorgias Press, 2020,  pp. 29-35, DOI:10.31826/9781463239893-006, ISBN 978-1-4632-3988-6.
- (EN) Geoffrey Greatrex e Samuel N.C. Lieu, Justinian's First Persian War and the Eternal Peace, in The Roman Eastern Frontier and the Persian Wars (Part II, 363–630 AD), New York e Londra, Routledge, 2002,  pp. 82-97, ISBN 0-415-14687-9.
- (FR) René Grousset, Histoire de l'Arménie des origines à 1071, Parigi, Payot, 1947, ISBN 978-2-228-13570-2, OCLC 3084562.
- (EN) Robert H. Hewsen, Armenia: A Historical Atlas, University of Chicago Press, 2001, ISBN 978-02-26-33228-4.
- (EN) James Howard-Johnston, Late Sasanian army, in Teresa Bernheimer e Adam J. Silverstein, Late Antiquity: Eastern Perspectives, Londra, The Gibb Memorial Trust, 2012,  pp. 87-127, ISBN 978-0-906094-53-2.
- (EN) Mehrdad Kia, The Persian Empire: A Historical Encyclopedia, ABC-CLIO, 2016, ISBN 978-16-10-69391-2.
- (EN) John R. Martindale, The Prosopography of the Later Roman Empire, II, AD 395-527, Cambridge, Cambridge University Press, 1980, ISBN 0-521-20159-4.
- (EN) Scott McDonough, The Legs of the Throne: Kings, Elites, and Subjects in Sasanian Iran, in Johann P. Arnason e Kurt A. Raaflaub, The Roman Empire in Context: Historical and Comparative Perspectives, John Wiley & Sons, Ltd, 2011,  pp. 290-321, DOI:10.1002/9781444390186.ch13, ISBN 978-0-470-65557-3.
- (EN) Scott McDonough, Military and Society in Sasanian Iran, in Brian Campbell e Lawrence A. Tritle, The Oxford Handbook of Warfare in the Classical World, Oxford University Press, ISBN 978-0-19-049913-6.
- (EN) Jacob Neusner, Jews in Iran, in Ehsan Yarshater, The Cambridge History of Iran, 3(2): The Seleucid, Parthian and Sasanian Periods, Cambridge, Cambridge University Press, 1983, ISBN 0-521-24693-8.
- (EN) Richard E. Payne, A State of Mixture: Christians, Zoroastrians, and Iranian Political Culture in Late Antiquity, Univ of California Press, 2015a, ISBN 978-05-20-29245-1.
- (EN) Richard Payne, The Reinvention of Iran: The Sasanian Empire and the Huns, in Michael Maas, The Cambridge Companion to the Age of Attila, Cambridge University Press, 2015b,  pp. 282-299, ISBN 978-1-107-63388-9.
- (EN) The Making of Turan: The Fall and Transformation of the Iranian East in Late Antiquity, in Journal of Late Antiquity, vol. 9, Johns Hopkins University Press, 2016,  pp. 4-41, DOI:10.1353/jla.2016.0011.
- (EN) Daniel T. Potts, Sasanian Iran and its northeastern frontier, in Michael Mass e Nicola Di Cosmo, Empires and Exchanges in Eurasian Late Antiquity, Cambridge University Press, 2018, ISBN 978-13-16-14604-0.
- (EN) Parvaneh Pourshariati, Decline and Fall of the Sasanian Empire: The Sasanian-Parthian Confederacy and the Arab Conquest of Iran, I.B. Tauris, 2008, ISBN 978-1-84511-645-3.
- (EN) Stephen H. Rapp, The Sasanian World through Georgian Eyes: Caucasia and the Iranian Commonwealth in Late Antique Georgian Literature, Ashgate Publishing, Ltd, 2014, ISBN 978-14-72-42552-2.
- (EN) Khodadad Rezakhani, ReOrienting the Sasanians: East Iran in Late Antiquity, Edinburgh University Press, 2017, ISBN 978-14-74-40030-5.
- (EN) Eberhard Sauer, Sasanian Persia: Between Rome and the Steppes of Eurasia, Londra e New York, Edinburgh University Press, 2017, ISBN 978-14-74-40102-9.
- (EN) Nikolaus Schindel, Kawād I i. Reign, in Encyclopaedia Iranica, XVI, Fasc. 2, 2013a,  pp. 136-141.
- (EN) Nikolaus Schindel, Kawād I ii. Coinage, in Encyclopaedia Iranica, XVI, Fasc. 2, 2013b,  pp. 141-143.
- (EN) Nikolaus Schindel, The Coinages of Paradan and Sind in the Context of Kushan and Kushano-Sasanian Numismatics, in Vesta Sarkhosh Curtis, Elizabeth J. Pendleton, Michael Alram e Touraj Daryaee, The Parthian and Early Sasanian Empires: Adaptation and Expansion, vol. 5, Oxbow Books, 2016,  pp. 123-132, DOI:10.2307/j.ctvh1dkb6.17, ISBN 978-1-78570-207-5.
- (EN) Klaus Schippmann, Fīrūz, in Encyclopaedia Iranica, IX, Fasc. 6, 1999,  pp. 631-632.
- (EN) Rüdiger Schmitt e Harold W. Bailey, Armenia and Iran iv. Iranian influences in Armenian Language, in Encyclopaedia Iranica, II, Fasc. 4-5,  pp. 445-465.
- (EN) A. Shapur Shahbazi, Hormozd III, in Ehsan Yarshater, Encyclopædia Iranica, XII/5: Homosexuality III–Human migration II, London and New York, Routledge & Kegan Paul, 2004,  pp. 465-466, ISBN 978-0-933273-79-5.
- (EN) A. Shapur Shahbazi, Sasanian Dynasty, in Encyclopædia Iranica, 2005.
- (EN) M. Rahim Shayegan, Sasanian political ideology, in Daniel T. Potts, The Oxford Handbook of Ancient Iran, Oxford University Press, 2017, ISBN 978-01-90-66866-2.
- (EN) Michael Stausberg, Yuhan Sohrab-Dinshaw Vevaina e Anna Tessmann, The Wiley Blackwell Companion to Zoroastrianism, John Wiley & Sons, Ltd, 2015.
- (EN) Ronald Grigor Suny, The Making of the Georgian Nation, Indiana University Press, 1994, ISBN 978-0-253-20915-3.
- (EN) Cyril L. Toumanoff, Introduction to Christian Caucasian History: II: States and Dynasties of the Formative Period, in Traditio. Cambridge University Press, vol. 17, 1961,  pp. 1-106, DOI:10.1017/S0362152900008473.
- (EN) Cyril L. Toumanoff, Chronology of the early kings of Iberia (PDF), in Traditio, vol. 25, Cambridge University Press, 1969,  pp. 1-33, DOI:10.1017/S0362152900010898.
- (EN) Giusto Traina, 428 AD: An Ordinary Year at the End of the Roman Empire, Princeton University Press, ISBN 978-0-691-15025-3.
- (EN) E.V. Zeimal, The Kidarite kingdom in Central Asia, in Ahmad Hasan Dani e B.A. Litvinsky, History of Civilizations of Central Asia, III: The Crossroads of Civilizations: A.D. 250 to 750, Parigi, UNESCO Publishing, 1996,  pp. 119-134, ISBN 978-92-3-103211-0.